# Nachkühlpumpe
Nachkühlpumpen sind Teil des Not- und Nachkühlsystems eines Druckwasserreaktors in einem Kernkraftwerk.
In der Regel handelt es sich um mehrstufige Kreiselpumpen, die Teil des Konzeptes zur Beherrschung von Leckstörfällen sind, d. h. Lecks im Reaktorkreislauf, die mit Kühlwasser kompensiert werden müssen, um eine Kernschmelze zu vermeiden. 
Wegen ihrer hohen sicherheitstechnischen Bedeutung sind diese Pumpen verschiedenen Redundanzen zugeordnet. Sie werden im Bedarfsfall automatisch gestartet (können aber auch von Hand gestartet werden) und speisen aus dafür vorgesehenen Vorratsbehältern Wasser mit Borsäure in den Reaktorkühlkreislauf ein. Im weiteren Störfallverlauf besteht die Möglichkeit, die Ansaugung auf den Sumpf (Bodenbereich) des Sicherheitsbehälters umzuschalten, wo sich das Leckwasser angesammelt hat. Im Gegensatz zu den Sicherheitseinspeisepumpen gehören die Nachkühlpumpen zu den Niederdrucksystemen, das heißt eine Einspeisung ist erst bei geringem Druck im Reaktorkühlkreislauf (z. B. <10 bar) möglich.
Für die betriebliche Abfuhr der Nachzerfallswärme aus dem Reaktor nach einer normalen Abschaltung besteht die Möglichkeit der Ansaugung aus den Reaktor-Kühlleitungen und der Abkühlung über die sogenannten Nachwärmekühler (Wärmetauscher).